# Ariana
Az Ariana női név az Arián férfi név női párja.

## Gyakorisága
Az újszülötteknek az 1990-es években nem lehetett anyakönyvezni. A 2000-es és a 2010-es években sem szerepelt a 100 leggyakrabban adott női név között.
A teljes népességre vonatkozóan az Ariana sem a 2000-es, sem a 2010-es években nem szerepelt a 100 leggyakrabban viselt női név között.

## Névnapok
Március 4.

## Híres Arianák
- Ariana Grande, amerikai színésznő, énekesnő